# بالای رودخانه
بالای رودخانه (انگلیسی: Up the River) فیلمی در ژانر درام به کارگردانی جان فورد است که در سال ۱۹۳۰ منتشر شد.

## بازیگران
- اسپنسر تریسی
- کلیر لوس
- وارن هایمر
- هامفری بوگارت
- باب برنس
- ادیث چپمن
- مورگان والاس
- شارون لین
- کلود پیتون
- جانی واکر
- جرج مک‌فارلین